# Tauno Ilmoniemi
Tauno Ilmoniemi, född 16 maj 1893, död 21 september 1934, var en finländsk gymnast och simhoppare.
Ilmoniemi tävlade för Finland vid olympiska sommarspelen 1912 i Stockholm, där han var med och tog silver i lagtävlingen i fritt system. Ilmoniemi tävlade även i herrarnas raka höga hopp, där han blev utslagen i den första omgången.